# Christian Jansen

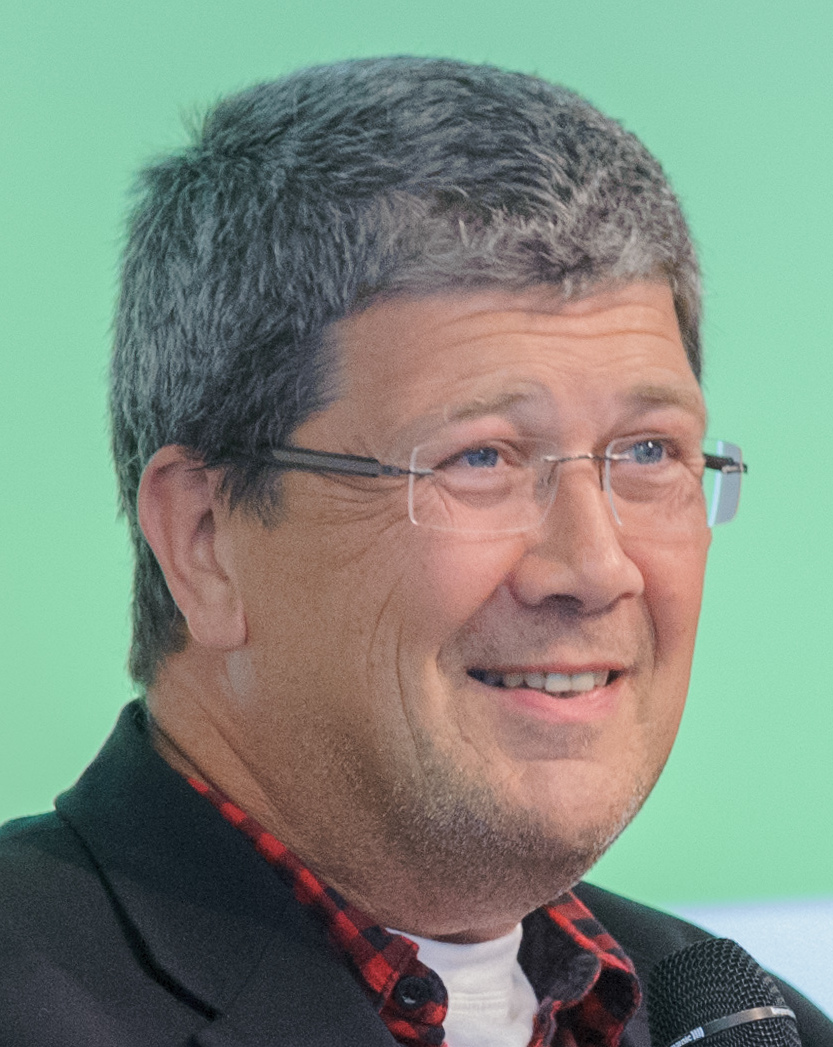
Christian Jansen, 2012

Christian Jansen (* 22. April 1956 in Hamburg) ist ein deutscher Neuzeithistoriker und Professor an der Universität Trier. Jansen wurde durch zahlreiche einschlägige Publikationen zur deutschen Geschichte zwischen Revolution und Reichsgründung zu einem führenden Experten über diese Zeit.

## Leben
Ab 1974 studierte Jansen Geschichte und Mathematik an der Universität Heidelberg. Er leistete Zivildienst. 1976/77 war er als AStA-Referent tätig. Er legte 1981 das erste Staatsexamen ab. Von 1981 bis 1985 arbeitete Jansen als Offsetdrucker. Von 1985 bis 1989 hatte er eine Stelle als Wissenschaftlicher Assistent von Hartmut Soell am Historischen Seminar der Universität Heidelberg, wo er 1989 promoviert wurde. Danach wechselte er zur Ruhr-Universität Bochum als Assistent von Hans Mommsen und Norbert Frei und habilitierte sich hier 1998 in Neuerer und Neuester Geschichte. Nach Stationen in Konstanz, Tübingen und Jerusalem arbeitete er ab 2000 als Hochschuldozent und ab 2004 als außerplanmäßiger Professor wieder an der Ruhr-Universität Bochum. Ab 2007 lehrte er als Gastprofessor an der Technischen Universität Berlin. Ab April 2012 hatte Jansen eine W2-Professur für Geschichte des 19. und 20. Jahrhunderts an der Westfälischen Wilhelms-Universität Münster inne. Zum Wintersemester 2013/14 trat er eine W3-Professur für Neuere und Neueste Geschichte (Schwerpunkt 19. Jahrhundert) an der Universität Trier an.
Im Jahr 1998 wurde Jansen mit dem Wolf-Erich-Kellner-Preis ausgezeichnet. Er ist Mitherausgeber der Reihen Frieden und Krieg. Beiträge zur Historischen Friedens- und Konfliktforschung und Italien in Geschichte und Gegenwart.
Seine Arbeitsschwerpunkte sind die deutsche und italienische Geschichte des 19. und 20. Jahrhunderts, insbesondere politische Geschichte, Sozial- und Mentalitätsgeschichte.

## Schriften (Auswahl)
Monographien
- Der „Fall Gumbel“ und die Heidelberger Universität 1924–32. Heidelberg 1981, Digitale Ausgabe 2012 im Heidelberger Dokumentenserver HeiDOK.
- Emil Julius Gumbel. Portrait eines Zivilisten. Wunderhorn, Heidelberg 1991, ISBN 3-88423-071-9.
- Vom Gelehrten zum Beamten. Karriereverläufe und soziale Lage der Heidelberger Hochschullehrer 1914–1933. Wunderhorn, Heidelberg 1992, ISBN 3-88423-079-4 (zugleich: Dissertation, Heidelberg 1989).
- Professoren und Politik. Politisches Denken und Handeln der Heidelberger Hochschullehrer 1914–1935. Vandenhoeck & Ruprecht, Göttingen 1992, ISBN 3-525-35762-1.
- mit Arno Weckbecker: Der „Volksdeutsche Selbstschutz“ in Polen 1939–40. Oldenbourg, München 1992, ISBN 3-486-64564-1.
- Einheit, Macht und Freiheit. Die Paulskirchenlinke und die deutsche Politik in der nachrevolutionären Epoche (1849–1867). Droste, Düsseldorf 1999, ISBN 3-7700-5222-6 (zugleich: Habilitationsschrift, Bochum 1998).
- Nach der Revolution 1848/49. Verfolgung – Realpolitik – Nationsbildung. Politische Briefe deutscher Liberaler und Demokraten aus den Jahren 1849–1861. Droste, Düsseldorf 2004, ISBN 3-7700-5252-8.
- Exzellenz weltweit. Die Alexander-von-Humboldt-Stiftung zwischen Wissenschaftsförderung und auswärtiger Kulturpolitik (1953–2003). DuMont, Köln 2004, ISBN 3-8321-7423-0.
- Italien seit 1945. Die Geschichte der Ersten Republik. Vandenhoeck & Ruprecht, Göttingen 2007, ISBN 3-8252-2916-5.
- mit Henning Borggräfe: Nation – Nationalität – Nationalismus. Campus, Frankfurt am Main 2007, ISBN 3-593-38449-3; 2., überarbeitete Auflage 2020, ISBN 9783593511979.
- Gründerzeit und Nationsbildung 1849–1871. Schöningh, Paderborn 2011, ISBN 3-8252-3253-0.
- unter Mitarbeit von Robin Simonow: Netzwerke und virtuelle Salons. Bedeutung und Erschließung politischer Briefe des 19. Jahrhunderts im digitalen Zeitalter. Duncker & Humblot, Berlin 2018, ISBN 978-3-428-15145-5.
- mit Oliver Janz: Geschichte Italiens. Vom 18. Jahrhundert bis in die Gegenwart. Kohlhammer, Stuttgart 2023.

Herausgeberschaften
- mit Lutz Niethammer, Bernd Weisbrod: Von der Aufgabe der Freiheit. Politische Verantwortung und bürgerliche Gesellschaft im 19. und 20. Jahrhundert. Festschrift für Hans Mommsen zum 5. November 1995. Akademie, Berlin 1995, ISBN 3-05-002835-1.
- mit Thomas Mergel: Die Revolutionen von 1848/49. Erfahrung – Verarbeitung – Deutung. Vandenhoeck & Ruprecht, Göttingen 1998, ISBN 3-525-01364-7.
- Der Bürger als Soldat. Die Militarisierung europäischer Gesellschaften im langen 19. Jahrhundert. Ein internationaler Vergleich. Klartext, Essen 2004, ISBN 3-89861-299-6.
- mit Stig Förster, Günther Kronenbitter: Rückkehr der Condottieri? Krieg und Militär zwischen staatlichem Monopol und Privatisierung. Schöningh, Paderborn 2009, ISBN 3-506-76754-2.
- mit Manfred Grieger, Irmtrud Wojak: Interessen, Strukturen und Entscheidungsprozesse! Für eine politische Kontextualisierung des Nationalsozialismus. Klartext, Essen 2010, ISBN 3-8375-0403-4.
- mit Meike Sophia Baader, Julia König, Christin Sager: Tabubruch und Entgrenzung. Kindheit und Sexualität nach 1968. Böhlau, Köln/Weimar/Wien 2017, ISBN 978-3-412-50793-0.
- mit Stefano Cavazza, Thomas Großbölting: Massenparteien im 20. Jahrhundert. Christ- und Sozialdemokraten, Kommunisten und Faschisten in Deutschland und Italien. Franz Steiner Verlag, Stuttgart 2018, ISBN 978-3-515-11192-8.
- mit Martin Endreß: Karl Marx im 21. Jahrhundert. Bilanz und Perspektiven. Campus, Frankfurt am Main 2020, ISBN 978-3-5935-1179-5.